# سیاوش چراغی‌پور
سیاوش چراغی‌پور (زادهٔ ۱ فروردین ۱۳۵۱) بازیگر سینما، تئاتر و تلویزیون اهل شهر قصر شیرین در استان کرمانشاه ایران است.

## زندگی شخصی
او بازیگری را زیر نظر مصطفی اسکویی در هنرکده آناهیتا گذرانده است و فارغ‌التحصیل این رشته است. چراغی‌پور ازدواج کرده و متأهل است و دارای دو فرزند دختر به نام‌های باران و خورشید است. 

## فیلم‌شناسی

### سینما
| سال  | نام فیلم                    | کارگردان               |
| ---- | --------------------------- | ---------------------- |
| ۱۴۰۳ | صددام                       | پدرام پورامیری         |
| ۱۴۰۳ | تگزاس ۳                     | سید مسعود اطیابی       |
| ۱۴۰۲ | کوکتل مولوتوف               | حسین امیری دوماری      |
| ۱۴۰۲ | دو روز دیرتر                | اصغر نعیمی             |
| ۱۴۰۲ | مفت‌بر                       | عادل تبریزی            |
| ۱۴۰۰ | ملاقات خصوصی                | امید شمس               |
| ۱۴۰۰ | بیرو                        | مرتضی علی عباس میرزایی |
| ۱۴۰۰ | ارفاق                       | رضا نجاتی              |
| ۱۳۹۹ | رؤیای طبقه پایین            | احسان سلطانیان         |
| ۱۳۹۹ | لب خط                       | علی جبارزاده           |
| ۱۳۹۹ | گیج‌گاه                      | عادل تبریزی            |
| ۱۳۹۸ | جنایت بی‌دقت                 | شهرام مکری             |
| ۱۳۹۸ | گورکن                       | کاظم ملایی             |
| ۱۳۹۷ | زیرنظر                      | مجید صالحی             |
| ۱۳۹۷ | جهان با من برقص             | سروش صحت               |
| ۱۳۹۶ | ترانه                       | مهدی صاحبی             |
| ۱۳۹۶ | مارموز                      | کمال تبریزی            |
| ۱۳۹۶ | لونه زنبور                  | برزو نیک‌نژاد           |
| ۱۳۹۶ | موریانه                     | مسعود حاتمی            |
| ۱۳۹۶ | سرو زیر آب                  | محمدعلی باشه آهنگر     |
| ۱۳۹۵ | ارادتمند؛ نازنین بهاره تینا | عبدالرضا کاهانی        |
| ۱۳۹۴ | آبجی                        | مرجان اشرفی‌زاده        |
| ۱۳۹۴ | لانتوری                     | رضا درمیشیان           |
| ۱۳۹۳ | ایران برگر                  | مسعود جعفری جوزانی     |
| ۱۳۹۳ | جامه‌دران                    | حمیدرضا قطبی           |
| ۱۳۹۲ | دلم می‌خواد                  | بهمن فرمان‌آرا          |
| ۱۳۹۲ | ماهی و گربه                 | شهرام مکری             |
| ۱۳۹۰ | استرداد                     | علی غفاری              |
| ۱۳۹۰ | گناهکاران                   | فرامرز قریبیان         |
| ۱۳۸۹ | چشم                         | جمیل رستمی             |
| ۱۳۸۹ | ورود آقایان ممنوع           | رامبد جوان             |
| ۱۳۸۶ | خاک آشنا                    | بهمن فرمان‌آرا          |
| ۱۳۸۶ | همیشه پای یک زن در میان است | کمال تبریزی            |
| ۱۳۸۵ | روایت‌های ناتمام             | پوریا آذربایجانی       |
| ۱۳۸۰ | من، ترانه ۱۵ سال دارم       | رسول صدرعاملی          |

#### فیلم کوتاه
- تاکیوان
- جی ماو
- فیلم ژیوان
- رعنا
- ارفاق
- از اینجا باز شود

### تلویزیون
| سال تولید | نام مجموعه           | کارگردان          | پخش از     |
| --------- | -------------------- | ----------------- | ---------- |
| ۱۴۰۴      | لمندگان              | محمدصادق بکتاشیان | شبکه ۲     |
| ۱۴۰۳      | مرهم                 | محمدرضا آهنج      | شبکه ۲     |
| ۱۴۰۳–۱۴۰۲ | دربندون              | حسن لفافیان       | شبکه ۳     |
| ۱۴۰۲      | زیرخاکی ۴            | جلیل سامان        | شبکه ۱     |
| ۱۴۰۱      | خوشنام               | علیرضا نجف‌زاده    | شبکه ۱     |
| ۱۴۰۰      | روزگار جوانی ۳       | اصغر توسلی        | شبکه تهران |
| ۱۴۰۰      | کلبه ای در مه        | حسن لفافیان       | شبکه ۳     |
| ۱۴۰۰      | بچه مهندس ۴          | احمد کاوری        | شبکه ۲     |
| ۱۳۹۸      | میانبر ۱             | یزدان فتوحی       | شبکه البرز |
| ۱۳۹۸      | فوق کارشناسیه‌ها      | سروش صحت          | شبکه ۳     |
| ۱۳۹۷      | بچه مهندس ۲          | علی غفاری         | شبکه ۲     |
| ۱۳۹۷      | بچه مهندس ۱          | علی غفاری         | شبکه ۲     |
| ۱۳۹۶      | کارشناسیه‌ها ۲        | سروش صحت          | شبکه ۳     |
| ۱۳۹۵      | کارشناسیه‌ها ۱        | سروش صحت          | شبکه ۳     |
| ۱۳۹۵      | نوار زرد ۱           | پوریا آذربایجانی  | شبکه ۲     |
| ۱۳۹۶–۱۳۸۷ | سرزمین مادری         | کمال تبریزی       | شبکه ۳     |
| ۱۳۹۰      | از یاد رفته          | فریدون حسن‌پور     | شبکه ۱     |
| ۱۳۸۸      | نردبام آسمان         | محمدحسین لطیفی    | شبکه ۱     |
| ۱۳۸۶      | حلقه سبز             | ابراهیم حاتمی‌کیا  | شبکه ۳     |
| ۱۳۸۲      | باغچه مینو           | رضا صفدری         | شبکه ۳     |
| ۱۳۸۲      | عکاسخانه مصورالچهره  | حسن نانکلی        | شبکه ۲     |
| ۱۳۸۱      | سفر سبز              | محمدحسین لطیفی    | شبکه ۳     |
| ۱۳۷۵      | دوقلوها              | هرمز هدایت        | شبکه ۲     |
| ۱۳۷۴      | آشپزباشی و قبله عالم | رسول نجفیان       | شبکه ۲     |

### نمایش خانگی

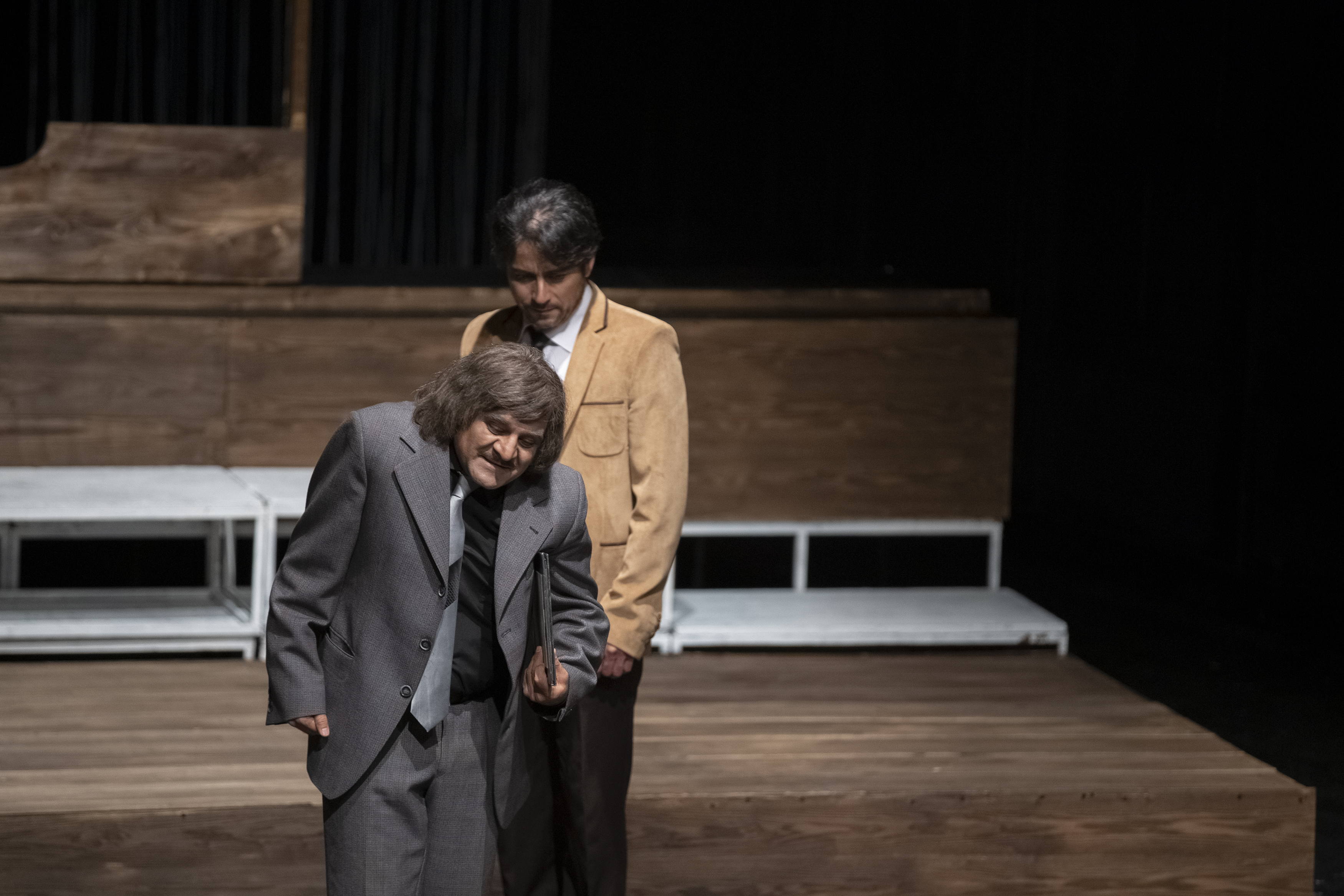
سیاوش چراغی پور و رحیم نوروزی در تئاتر بیگانه در تئاتر شهر تهران

| سال تولید | نام                | کارگردان      | انتشار از           |
| --------- | ------------------ | ------------- | ------------------- |
| ۱۴۰۳      | اجل معلق           | عادل تبریزی   | فیلم‌نت و شیدا       |
| ۱۴۰۳      | استخوان‌سوز         | مجید اسماعیلی | فیلم‌نت              |
| ۱۴۰۳      | دیو و ماه‌پیشونی ۲  | حسین قناعت    | نماوا               |
| ۱۴۰۲      | تی‌ان‌تی             | حامد آهنگی    | فیلیمو              |
| ۱۴۰۱      | دیو و ماه‌پیشونی    | حسین قناعت    | فیلیمو              |
| ۱۴۰۱      | آفتاب‌پرست          | برزو نیک نژاد | فیلم‌نت              |
| ۱۴۰۰      | جوکر               | احسان علیخانی | فیلیمو              |
| ۱۴۰۰      | جیران              | حسن فتحی      | فیلیمو              |
| ۱۳۹۸      | سال‌های دور از خانه | مجید صالحی    | تصویر گستر پاسارگاد |
| ۱۳۹۷      | رقص روی شیشه       | مهدی گلستانه  | تصویر دنیای هنر     |

### تئاتر
- سقراط
- مریم و مرداویج
- عروس
- در پوست شیر
- متوری
- سی‌مرغ، سیمرغ
- هملت
- مرد فرزانه، ببر دیوانه
- آنگاه خورشید
- حسن سیاه
- مبارک، نگهبان کوچک
- بینوایان
- سلطان مار
- خوب و بد
- جنایت و مکافات
- گل و قداره
- گروگان
- خروس بلا
- هنر
- دیوانه و جبرئیل
- تانگوی تخم‌مرغ داغ
- ملاحظات خانوادگی
- پروانه مفرغی
- یادگار جم
- مفتش
- آنتیک
- سگی در خرمن‌جا
- الهه من و خلوت عمو پناه
- شاهزاده عاشق
- فیروزه
- ایکارو
- در اعماق
- دشمن مردم
- قصه تلخ طلا
- حکومت زمان خان
- دنیای دیوانه دیوانه دیوانه
- دفتر یادداشت تریگورین
- اتاق شماره ۶
- کلبه عمو تم
- گلن گری گلن راس (۱۳۹۳)
- بر پهنه دریا (۱۳۹۳)
- ملاقات با گودو در کافه پایتخت (۱۳۹۵)
- مفیستو (۱۳۹۶)
- ملاقات (۱۳۹۷)